# Tayacien
Das Tayacien (engl.: Tayacian) ist eine archäologische Kultur der Altsteinzeit, die durch die Existenz von Tayac-Spitzen definiert wird. Es bildet in Europa den Übergang vom Acheuléen zum Moustérien. Charakteristisch dafür ist das Fehlen bifacialer Faustkeile.

## Forschungsgeschichte und Etymologie
Das Tayacien wurde im Jahr 1932 von Henri Breuil sowie von Denis Peyrony aufgestellt. Es bezieht sich auf die Artefaktenfunde in den Schichten 4 und 5 in La Micoque. Der Name der Kultur leitet sich vom Gemeindenamen der Fundstätte ab – Les Eyzies-de-Tayac-Sireuil im Département Dordogne. 
Nach den Grabungsarbeiten in Baume Bonne und in der Höhle von Arago definierte Henry de Lumley in den siebziger Jahren das Tayacien als den Zeitabschnitt, der vom Ende des Mindel-Riß-Interglazials bis zum Ende der Riß-Kaltzeit reicht. Als zugehörige Industrie benannte er Schaber des Quina-Typus und Bohrer.
Neues Referenzprofil ist jedoch mittlerweile die Grotte de Fontéchevade im Département Charente.

## Charakterisierung

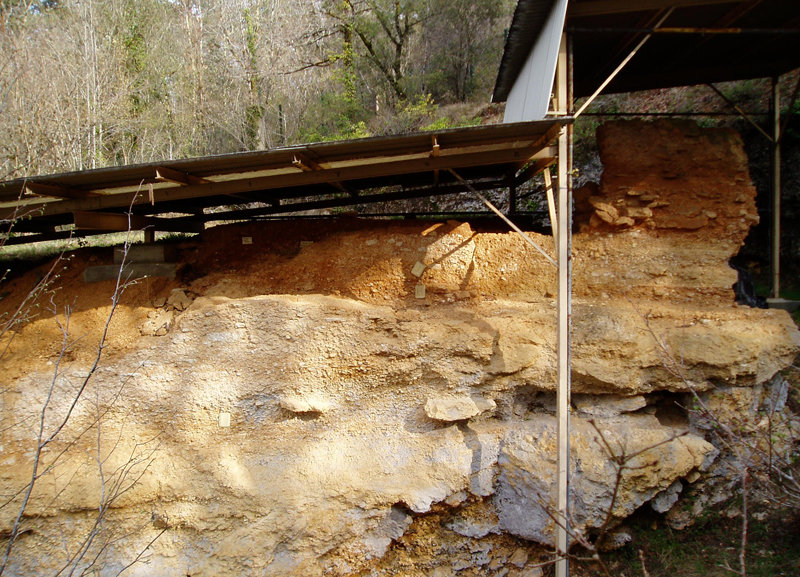
Typprofil von La Micoque

Die Faktur der Steinwerkzeuge des Tayaciens ist wenig anspruchsvoll und kaum standardisiert, die Abschläge sind unregelmäßig. Sie liegt zeitmäßig noch vor der Levalloistechnik, die vormals auch als Clactonien bezeichnet wurde. Die Steinwerkzeuge ähneln in gewisser Weise bereits dem Moustérien. Angetroffen werden vor allem Schaber (darunter viele mit Quina-Retuschierung) sowie zahlreiche gezähnte (Französisch denticulés) und eingekerbte Steinwerkzeuge (encoches). Nur in ganz seltenen Ausnahmefällen erscheinen auch ganz untypische bifaciale Faustkeile, die sehr einfach und ebenfalls unregelmäßig geformt sind. Charakteristisch sind vielmehr die sehr häufig vorkommenden Tayac-Spitzen. Diese zeichnen sich durch zwei konvergierende Schneiden aus, deren Zähnung durch Clacton-Kerben hervorgerufen wird.
Verwandte Steinwerkzeuge stammen auch aus dem Yabroudien in Syrien.

## Alter
In Anbetracht seiner altertümlichen Charakteristika sah François Bordes im Tayacien eine Vorstufe des Moustériens. Letzte geologische Untersuchungen und Altersdatierungen weisen den Schichten aus dem Tayacien jetzt ein Alter von 440.000 bis 350.000 Jahren zu. Dies entspricht den Sauerstoff-Isotopenstufen 11 und 10.

## Fundstätten
Fundstätten für das Tayacien sind in Westeuropa neben der Typlokalität La Micoque die Grotte de Fontéchevade, die Höhle von Arago, Baume Bonne, Combe Capelle, die Grotte d’Aldène und Mas de Caves (alle in Frankreich). Auch einige Fundorte in Mitteleuropa stehen dem Tayacien nahe, Beispiele sind Bilzingsleben in Thüringen, Kůlna in Mähren und Vértesszőlős in Ungarn. In der Levante sind anzuführen Bahsas im Libanon, die Tabun-Höhle, Umm Qatafa’ und Yabrud. Auch in Nordafrika erscheint das Tayacien, beispielsweise in  Sidi Abderahmane bei Casablanca in Marokko.

## Kritische Betrachtung
Das Team um Harold L. Dibble unterzog in den Jahren 1994 bis 1998 die Grotte de Fontéchevade einer grundlegenden Revision, wobei sie Neugrabungen durchführten und auch die Museumsfundstücke neu analysierten. Dabei zeigte sich, dass die beiden Menschenfunde des Tayaciens (Homo I und Homo II) mit 39.000 Jahren vor heute wesentlich jünger waren als zuvor angenommen. Gemäß ihrer Auswertung kann praktisch der gesamte Sedimentinhalt der Höhle taphonomisch erklärt werden. Für eine eigenständige archäologische Kulturstufe des Tayaciens bestehen ihrer Meinung nach nur sehr wenige Anzeichen. Sie empfehlen daher, den Begriff Tayacien in Zukunft besser zu vermeiden.